# Daniel Bahr
Pour les articles homonymes, voir Bahr.
Daniel Bahr, né le 4 novembre 1976 à Lahnstein, est un homme politique allemand, membre du Parti libéral-démocrate (FDP), ancien président des Jeunes libéraux (JuLis) et ministre fédéral de la Santé de 2011 à 2013 dans le second Cabinet d'Angela Merkel.

## Formation et carrière
Après le passage de son Abitur en 1996 à Münster, il suit une formation au métier de banquier au sein de la Dresdner Bank, d'abord à Schwerin, puis à Hambourg. En 1998, il entreprend des études supérieures de sciences économiques à l'université de Münster, où il reçoit un baccalauréat en sciences d'économie et un Master of Business Administration spécialisé en gestion de la santé en 2008.

## Vie politique

### Carrière chez les Jeunes libéraux
Il adhère aux Jeunes libéraux (JuLis) en 1990, devenant président de la fédération de la région de Münster quatre ans plus tard. Il entre au comité directeur des JuLis en 1996, renonçant alors à ses fonctions locales, puis est élu vice-président de l'organisation au congrès de 1998, chargé des relations avec la presse. En 1999, Daniel Bahr est désigné président fédéral des Jeunes libéraux, et occupe ce poste jusqu'en 2004.

### Parcours au sein du FDP
Membre du Parti libéral-démocrate (FDP) depuis 1992, il entre au comité directeur fédéral en 1998, en tant que représentant des JuLis. Il est porté en 2003 à la présidence de la section de Münster, puis en 2006 à la tête de la fédération de la région de Münster. Le 27 novembre 2010, il est choisi pour succéder à Andreas Pinkwart comme président du FDP de Rhénanie-du-Nord-Westphalie. Il fait partie, quelques mois plus tard, de la « jeune garde » qui évince Guido Westerwelle de la présidence fédérale du parti, avec Philipp Rösler et Christian Lindner,.
Le 6 mai 2012, Lindner lui succède à la présidence du parti en Rhénanie-du-Nord-Westphalie.

### Du Bundestag au gouvernement
Il est élu député fédéral de Rhénanie-du-Nord-Westphalie au Bundestag aux élections de 2002. Il est aussitôt choisi comme porte-parole du groupe libéral pour le Développement démographique, le Handicap et les Soins, puis pour la Santé après les élections anticipées de 2005. Après avoir été réélu en 2009, il est choisi, le 29 octobre, comme secrétaire d'État parlementaire du ministère fédéral de la Santé, sous la direction de Philipp Rösler. Le 12 mai 2011, Daniel Bahr est désigné pour succéder à Rösler, devenu ministre fédéral de l'Économie.